# Rivière à Benjamin
Pour les articles homonymes, voir Benjamin.
La rivière à Benjamin est un affluent de la baie des Ha! Ha!, coulant dans le territoire de la ville de Saguenay, dans la région administrative du Saguenay–Lac-Saint-Jean, dans la province de Québec, au Canada.
Cette petite vallée est desservie par la route de l’Anse-à-Benjamin (côté est de la rivière) et le chemin Saint-Joseph (côté ouest), pour les besoins la foresterie, de l’agriculture, des activités récréotouristiques et des résidents de cette zone.
La foresterie constitue la principale activité économique de cette vallée ; les activités récréotouristiques, en second.
La surface de la rivière à Benjamin est habituellement gelée du début de décembre à la fin mars, toutefois la circulation sécuritaire sur la glace se fait généralement de la mi-décembre à la mi-mars.

## Géographie
Les principaux bassins versants voisins de rivière à Benjamin sont :
- côté nord : rivière Saguenay, ruisseau Tremblay ;
- côté est : rivière Saguenay, ruisseau de l’Anse à Poulette, ruisseau Rouge ;
- côté sud : baie des Ha! Ha!, rivière Ha! Ha!, rivière à Mars.
- côté ouest : ruisseau à Philippe, rivière Gauthier, rivière du Moulin, rivière aux Rats, rivière Chicoutimi.

La rivière à Benjamin prend sa source à la confluence de ruisseaux de montagne (altitude : 92 m). Cette source est située à :
- 3,4 km au sud de la rive sud de la rivière Saguenay ;
- 11,4 km de l’extrémité du Cap-Ouest, soit la rive ouest de la rivière Saguenay ;
- 3,8 km au nord-ouest de la confluence de Rivière à Benjamin et de la baie des Ha! Ha! ;
- 5,7 km au sud-est de la confluence de la rivière à Mars et de la baie des Ha! Ha![3].

À partir de sa source, Rivière à Benjamin coule sur 5,7 km avec une dénivellation de 88 m entièrement en zone forestière, selon les segments suivants :
- 0,7 km vers le sud-ouest jusqu’à un coude où le cours bifurque vers le nord-est, jusqu’à un coude de rivière correspondant au ruisseau des Étangs (venant du nord-ouest) ;
- 1,5 km vers le sud-est, jusqu'à la décharge du ruisseau Rouge (venant du nord-ouest) ;
- 3,2 km vers le sud-est, jusqu'à un pont routier ;
- 0,34 km vers le sud-est, jusqu'à son embouchure[3].

Rivière à Benjamin se déverse au fond de l’anse à Benjamin sur la rive nord-ouest de la baie des Ha! Ha!, dans le secteur de Bagotville. Cette confluence est située à :
- 16,1 km à l’est du centre-ville de Saguenay ;
- 8,6 km au sud-est de l’aérogare de l’aéroport de Bagotville ;
- 4,7 km au nord-ouest de l’embouchure de la rivière Ha! Ha! ;
- 2,3 km au nord-ouest de la confluence de la rivière à Mars et de la baie des Ha! Ha![3].

À partir de la confluence de la rivière à Benjamin avec la baie des Ha! Ha!, le courant traverse cette baie sur 11,0 km vers le nord-est, puis le cours de la rivière Saguenay sur 99,5 km vers l’est jusqu’à Tadoussac où il conflue avec l’estuaire du Saint-Laurent.

## Toponymie
Le terme « Benjamin » constitue un prénom d’origine française.
Le toponyme « rivière à Benjamin » a été officialisé le 28 août 1980 à la Banque des noms de lieux de la Commission de toponymie du Québec.